# Dianga
Dianga är en köping i nordvästra Kina. Den ligger i Têwo härad i den autonoma prefekturen Gannan för tibetaner i provinsen Gansu,  omkring 230 kilometer söder om provinshuvudstaden Lanzhou.  